# Life Bites - Pillole di vita
Life Bites - Pillole di vita è una sitcom italiana per ragazzi che ha avuto il suo debutto sull'emittente televisiva Disney Channel Italia il 15 ottobre 2007. Autori della serie sono Giovanni Zola e Lucia Minati, già autori delle fortunate serie Quelli dell'intervallo e Fiore e Tinelli. La regia è di Gianluca Brezza. Dal 12 gennaio 2013 viene mandata in onda anche su Italia 1 tutti i giorni in fascia pomeridiana.
La serie è stata ideata nello stesso momento, ma poi creata singolarmente in Francia (dove si chiama Tranches de Vie), in Regno Unito (Life Bites), in Spagna (Cosas de Vida) e in Italia. Life Bites significa letteralmente "Bocconi di vita".

## Personaggi

### Principali

#### Famiglia
- Teo (st.1-7) (Luca Solesin) ama giocare a calcio e stare in compagnia dei suoi amici, anche se a volte i suoi genitori non lo fanno uscire. Odia studiare, non ha un buon rapporto con la professoressa di storia ed è un fiasco con le ragazze (prova a conquistarle con i metodi di Gym, ma non funzionano mai). È un pasticcione e, a volte, cerca di nascondere brutti voti o qualcosa di rotto ai genitori, ma finisce sempre male.
- Giulia (st.1-7) (Valentina Colombo) ama fare shopping, farebbe qualsiasi cosa per conquistare il cuore di Gym, adora andare alle feste, anche se è un po' difficile ottenere il permesso dai suoi genitori, vorrebbe giocare a pallavolo ma il mister trova sempre una scusa per non farla giocare perché non è molto brava. Nella 5 stagione riesce a baciare Gym e riesce a dirgli che lo ama, ma questo se ne dimentica a causa di un incidente. Pigi è innamorato di lei, ma Giulia fa di tutto per evitarlo.
- Molly (st.1-7) (Beatrice Agazzi) è la più piccola della famiglia. Trova sempre i metodi più originali per fare dispetti ai due fratelli. Era innamorata di Pigi, amico di Teo, ma nella 7ª stagione si innamora di Max, il nuovo vicino della famiglia. A volte in famiglia si scordano che c'è anche lei (soprattutto il papà), anche se è la più furba e la più forte in famiglia. Teo la definisce un'enciclopedia con le gambe, soprattutto da quando devono curare il pappagallo della zia.
- Mamma (st.1-7) (Claudia Penoni) è la mamma di famiglia, e si allea sempre col marito per non far andare i figli alle feste o per punirli. Il suo nome non viene mai rivelato nella sitcom.
- Papà (st.1-7) (Walter Leonardi) è il padre di famiglia. È divertente e spiritoso, ma anche un po' infantile e pasticcione. Si dimentica puntualmente della terzogenita Molly quando parla dei suoi figli o in altre occasioni. È nato nel 1967.
- Puzzy (st. 3-7) è il cane che la famiglia ha dalla seconda stagione. Puzza molto (da qui il suo nome) ed è un golden retriever. Lo ha trovato Molly al parco, che è stata conquistata dai suoi occhioni dolci, come tutta la famiglia.
- Zia (st. 4-7) (Miriam Crotti) appare nella quarta stagione ed è una signora anziana molto noiosa e, ogni volta che i suoi parenti hanno qualcosa da fare, lei li tiene sempre occupati, dando fastidio. Il suo classico vizio è quello di dire, ogni volta che entra in casa, "Amori miei". È. una grande chiacchierona e ha anche il vizio di raccontare il suo lunghissimo passato, che annoia spesso chiunque l'ascolti. Il suo nome non viene mai rivelato nella sitcom.

#### Amici di Teo
- Pigi (st.1-7) (Adalberto Lombardo) è il classico "nerd-secchione". Ha una cotta per Giulia e, sebbene lei non lo sopporti, tenta in tutti i modi di conquistarla. Il suo motto è: "extraterrestre", pronunciato con la sua particolare r francese. Ha un cugino di nome Diego. In una puntata riesce a baciare Giulia anche se lei non voleva.
- Gym (st.1-7) (Matteo Villa) è il migliore in campo sportivo, ma un po' meno in campo nozionistico. È il fusto del gruppo ed è sempre circondato da ragazze, ma nonostante ciò, è molto stupido e ignorante e con lui non si può parlare con modi di dire o metafore perché non le capisce, però conosce molti modi per avere successo con le ragazze, anche se alcuni sembrano funzionare solo con lui. Giulia è innamorata di Gym e fa di tutto per conquistarlo, ma Gym non si è mai reso conto che Giulia lo ama e ogni volta che lei tenta di farglielo capire lui non capisce mai.
- Diego (st. 1-4) (Diego Razionale) è un amico di Giulia e di Teo che sogna di diventare un cantante, ha una cotta per Ross, è il cugino di Pigi e considera Giulia il suo portafortuna, tanto da arrabbiarsi quando non è andata a uno dei suoi concerti, al quale avrebbe dovuto presenziare anche un importante produttore discografico, che, per motivi personali, non era riuscito a venire.
- Max (st. 7) (Riccardo Alemanni) è il vicino di casa della famiglia di Life Bites. Ama il calcio, infatti gioca nella primavera della Broccolese. Conosce tutti gli aneddoti del calcio e si esprime con metafore calcistiche. Molly è innamorata di lui, ma Max non sembra accorgersene.

#### Amiche di Giulia
- Ross (st. 1-4) (Chiara Tollero) è una ragazza molto emotiva: si può emozionare alla visione di un canarino come di un lombrico. È anche molto stravagante ed è un po' fuori di testa, ha una strana capigliatura (capelli biondi e fucsia) e ha una cotta per Teo. Ross è il diminutivo di Rossella, il suo vero nome.
- Sissy (st.1-7) (Daniela Delle Cave) è la classica ragazza perfettina, odia fare figuracce e veste all'antica. Deve spesso insegnare i modi di fare eleganti alle amiche. Ha una cotta per Diego, il cantante del locale di ritrovo e amico di Teo. Adora le sciarpe, la musica classica e ha una paghetta settimanale. In una puntata ha anche baciato per sbaglio Teo.
- Carmen (st. 5-7) (Giulia Perin) è l'amica italo-spagnola di Giulia e Sissy. La sua è una capigliatura vaporosa e riccia, e indossa sempre vestitini con un grosso fiocco sulla schiena. Ama ballare il flamenco. È innamorata di Teo.

### Ricorrenti
- Coach (st. 1-2) (Giacomo Valenti) è l'allenatore di pallavolo di Giulia, Sissy e Ross. È molto grasso e vuole la massima concentrazione da tutte le sue giocatrici, ma non fa mai giocare Giulia. È ossessionato dalla parola "muro".
- Scintilla (st.1-7) (Gianluca Fubelli) è un cameriere molto gentile di un locale frequentato dai giovani, che nella terza stagione si scopre chiamarsi Da Panino's. Gli piace introdursi nelle conversazioni dei suoi clienti. È nato nel 1977. Nella sesta stagione si scopre che il suo soprannome è "Scintilla" (soprannome anche dell'attore che lo interpreta).
- Micaela (st. 1-2) (Isabella Arrigoni) è la parrucchiera dove vanno tutti i protagonisti della sitcom. Ha un fidanzato che si chiama Paolino.
- Gianni (st. 1-2) (Gianpaolo Gambi) è un commesso di un negozio di musica e DVD.
- Giornalaio (st. 1-2) (Riccardo Magherini) è l'edicolante di fiducia dei protagonisti della sitcom. Aveva un cane e un gatto, ma ora sono morti.
- Personal Trainer (st. 4-7) (Gianluca Impastato) è il personal trainer del centro sportivo frequentato dai protagonisti. È molto severo e inoltre raggira i potenziali clienti per farli iscrivere alla sua palestra, fingendosi gentile.
- Professoressa (st. 1-5) (Elisabetta Torlasco) è la professoressa di storia dei ragazzi. È molto severa nei loro confronti, soprattutto con Teo, ma, nonostante questo, se le si fanno i complimenti dà dei voti positivi.
- Gianludovico (Alessandro Fragiacomo) è il figlio della professoressa di storia. È un ragazzo timido e con pochi amici che cerca di diventare amico di Teo e Gym e Diego.

### Apparizioni
- Tinelli (Matteo Leoni) è apparso in un episodio della quinta stagione. Visto che Teo non aveva fortuna con le ragazze, Gym ingaggia Tinelli per non farlo sembrare imbranato. Ovviamente il piano di Gym fallisce: infatti Tinelli si fa male e tutte le ragazze trascurano Teo per curarlo.
- Secchia (Marc Tainon) è apparso in un episodio della quinta stagione. Mamma e Papà costringono Giulia ad andare con lui ad una festa.
- Lenny (Andrea Pisani) è apparso in un episodio della sesta stagione. Per pagare la multa del suo motorino, Teo crea una band con Gym e Pigi per guadagnare i soldi e pagare la multa. Fanno un'audizione per un cantante e trovano Lenny dei Rolling Diamonds.
- Baz Revolution (Marco Bazzoni) è apparso durante un episodio della 6 stagione. È il regalo per il compleanno del papà, ha dei capelli stravaganti, e sembra essere umano ma in realtà è una specie di robot. All'inizio sembra funzionare bene, ma poi diventa stressante così il papà lo regala al Museo della scienza e della tecnica di Milano, ma torna subito indietro perché Pigi lo compra e lo regala a Giulia.
- Fiammetta (Katia Follesa) è apparsa in un episodio della settima stagione, in cui interpreta la fidanzata di Scintilla.
- Carla (Alice Lussiana Parente) è apparsa in un episodio della sesta stagione. Per pagare la multa del suo motorino, Teo crea una band con Gym e Pigi per guadagnare i soldi e pagare la multa. Fanno un'audizione per un cantante e si presenta Carla, una scatenata ballerina di danza classica.
- Luciano (Fabrizio Pisu) è apparso in un episodio della sesta stagione. Per pagare la multa del suo motorino, Teo crea una band con Gym e Pigi per guadagnare i soldi e pagare la multa. Fanno un'audizione per un cantante e si presenta Luciano un cantante con doti molto particolari.
- Nico (Romolo Guerreri) è apparso in un episodio della sesta stagione. Giulia incontra Nico al parco, e lo invita a cena. Giulia, per cena, compra del pollo alla diavola alla rosticceria; Nico credendo che il pollo l'abbia cucinato Giulia, il giorno dopo vuole vedere come lo prepara. Giulia accetta di invitarlo, anche se non ha idea di come cucinare il pollo. Così chiama il cameriere di Panino's per aiutarla e lo fa travestire come la Zia. Tutto va bene finché Giulia non inserisce 10 peperoncini. Quando il pollo è pronto Giulia lo fa assaggiare al cameriere, lui sviene e gli cade la parrucca, così Giulia confessa la verità a Nico, che se ne va.
- Gigi (Leonardo Manera) appare in un solo episodio. Gigi è un vecchio amico di Papà che ha perso l'opportunità di diventare un calciatore famoso a causa dell'errore, da ragazzo, di un calcio di rigore. Da quel momento Gigi non riesce più a parlare di calcio senza stare male. Papà, allora, a distanza di vent'anni prova a fargli superare il trauma ricreando la situazione del calcio di rigore affinché l'amico segni e superi la crisi. Ma Gigi calcia centralmente e Papà respinge il tiro, peggiorando ulteriormente il morale dell'amico.
- Javier Zanetti (se stesso) appare in un episodio della settima stagione.

## Episodi
Nelle prime due stagioni gli episodi presentano 5 sketch di 2 minuti ciascuno. Dalla terza stagione cambia il format, e ogni episodio presenta due sketch di 5 minuti ciascuno.
| Stagione         | Episodi | Prima TV  |
| ---------------- | ------- | --------- |
| Prima stagione   | 27      | 2007      |
| Seconda stagione | 26      | 2008      |
| Terza stagione   | 18      | 2008-2009 |
| Quarta stagione  | 26      | 2009-2010 |
| Quinta stagione  | 20      | 2010-2011 |
| Sesta stagione   | 15      | 2012      |
| Settima stagione | 15      | 2013      |